# Tigzirt
Tigzirt (anciennement Iomnium à l'époque romaine puis Tigzirt-sur-Mer à l'époque française) est une commune de la wilaya de Tizi Ouzou, ville côtière de Kabylie en Algérie, située à 40 km au nord de Tizi Ouzou, à 120 km à l’est d’Alger et 116 km à l’ouest de Béjaïa, C'est aussi le nom d'une daïra, regroupant les communes de Tigzirt, Mizrana et Iflissen.

## Toponymie
Le nom de la ville Tigzirt signifie îlot en kabyle, faisant référence à l’îlot emblématique de la ville. Il partage la même racine que le mot Tagzirt, qui veut dire île.

## Géographie

### Situation
La commune de Tigzirt se situe au nord de la wilaya de Tizi Ouzou :
| Mizrana | Mer Méditerranée | Iflissen |
| Mizrana | Tigzirt          | Iflissen |
| Mizrana | Boudjima         | Timizart |

### Localités de la commune
La commune de Tigzirt est composée de douze localités :
- Attouri
- Azra
- Cheurfa
- El Azaïb
- El Kelaa
- Ouaroudjen
- Taguemount
- Tamedecht
- Tensa
- Thala Testane
- Tifra
- Tigzirt ville

## Routes
La commune de Tigzirt est desservie par plusieurs routes nationales :
- Route nationale 24 (Route de Béjaïa).
- Route nationale 71 (Route de Aïn El Hammam).
- Route nationale 72 (Route de Makouda).

## Histoire

### Antiquité
Le site actuel de Tigzirt fut choisi par les phéniciens pour y créer un port, Rusucurru (Rous-Ousekkourt, Dellys) dont la petite cité étant entourée d'une forteresse. Ce port faisait partie des échelles puniques, que les carthaginois installaient le long des côtes à une journée de navigation les uns des autres, et qu'ils choisissaient pour leurs plages à faibles déclivité, adaptées à l'échouage de leurs bateaux. Les échelles encadrant Rusucurru étaient Azeffoun (anciennement Ruzasus, puis Port Gueydon) située à 25 km, et Dellys (Cissi),, à 20 km à l'ouest. Quelques vestiges de stèles puniques attestent de la présence de deux sanctuaire dédiés à Baal, l'un à Tigzirt-même, et l'autre à Taqsebt, distant de cinq kilomètres.
On suppose que la ville d'Iomnium aurait été construite entre 147 et 145 av. J.-C. À cette époque la ville n'était constituée que d'un tout petit port et d'une caserne.
Au IIIe siècle, l'empereur romain d'origine  libyco-punique, Septime Sévère confie à Julius Félix, un notable de l'actuelle Dellys, les constructions liées à l'extension de la ville, qui démarre par la construction d'un temple, ce qui rend la ville attractive.

### Période coloniale
Vers 1880, la création d’un village est décidée à Tigzirt sur l’emplacement de la cité romaine, dont les ruines en désordre couvrent un petit plateau qui surplombe la mer. En face de ce plateau, un îlot, qui va devenir l’emblème du village sera baptisé Tigzirt-sur-Mer.
Le nouveau village est dessiné au milieu des ruines, les pierres sont écartées pour tracer les rues et les premiers habitants utilisent ces blocs dans la construction des premières maisons. En effet, une cinquantaine de colons vont s’y installer à ce moment, et ils disposeront d’une surface agricole de 600 hectares encore incultes. Les premières années seront délicates pour les colons de Tigzirt dû à l’absence de muletières pour se rendre sur les exploitations, et ils subissent en outre les brimades des colons de Dellys qui voient d’un mauvais œil l’apparition d’un centre qui pourrait devenir sur le plan local un concurrent pour les commerces de la Kabylie. À cette époque, Tigzirt est pratiquement isolée et la liaison avec Dellys se faisait difficilement par une route côtière de 25km à peine carrossable qui les reliait le long de la mer, ou par balancelles à des prix exorbitants.
Durant cette période, un recensement des vestiges est décidé par les autorités françaises, et les premières fouilles débutent au cours de l’année 1886 à Tigzirt et à Taksebt, village voisin, par Pallu de Lesser, Bourlier et Pierre Gavault. C’est principalement Pierre Gavault, architecte inspecteur des édifices départementaux d’Alger, qui est chargé d’effectuer des fouilles et des recherches sur les ruines de Tigzirt ainsi que de reconstituer le plan de la grande basilique byzantine qui, au moment de sa découverte par les chercheurs français n’est qu’un chaos de blocs. Il meurt prématurément en octobre 1895 et Stéphane Gsell, reprenant ses notes et ses croquis met en forme son mémoire qui était presque fini et le publie en 1895 dans le bulletin de la bibliothèque d’archéologie africaine. Il donne alors le plan établi par Gavault et l’inventaire des ruines de Tigzirt et de Taksebt. Dans les années qui suivent la Première Guerre mondiale, la colonne, la façade et d’autres vestiges seront remis debout suivant les plans reconstitués par Pierre Gavault.

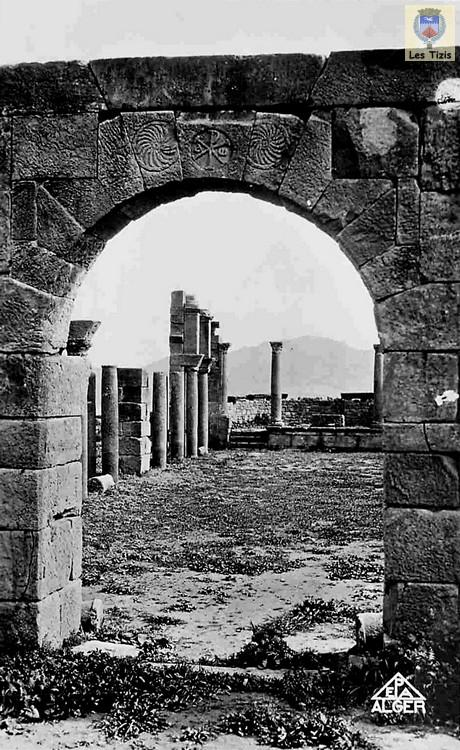
Ancienne image des ruines romaines de Tigzirt.

Le village européen se développe, une école va être construite à l’entrée du village, ainsi qu’une mairie, une poste, une église (aujourd’hui détruite), une gendarmerie, un petit port avec deux cabanes de pêcheurs au pied de la presqu’île et plusieurs habitations. Les aménagements et les installations du nouveau village de Tigzirt-sur-Mer se terminent vers 1900. Dès lors, et déjà, Tigzirt apparaît comme un lieu de villégiature idéal qui vivra du tourisme. Quelques commerçants s’installent, des hôtels s’ouvrent pour accueillir des estivants toujours plus nombreux venant de Tizi-Ouzou en général, mais Tigzirt conservera son aspect du siècle dernier jusqu’après la Seconde Guerre mondiale, au moment où interviendra l’électrification du village, en 1950.
Tigzirt-sur-Mer ne deviendra jamais une commune de plein exercice et demeurera jusqu’à l’indépendance du pays une commune mixte.

### Indépendance jusqu’à aujourd’hui
Tigzirt est rapidement devenue une ville importante de la région, avec son port de pêche en pleine activité et sa foule d’estivants en été venant de plusieurs coins du pays.

## Économie
Initialement scindée entre la partie portuaire, dévolue à la pêche, et les collines ayant l'agriculture comme ressources, Tigzirt est depuis le XXe une station balnéaire réputée, fréquentée par les algérois, des étrangers, et la population aisée des alentours. Le tourisme est le secteur majeur de son économie, malgré une rentabilité devenue incertaine depuis plus de cinq ans. Elle est depuis plusieurs années confrontée à de sérieux problèmes d'infrastructures de base ou touristiques : l'un de ses deux principaux axes de communication, la route côtière la reliant à sa voisine Dellys est ouverte.
La distribution d'eau courante y est un problème récurrent. Malgré quelques investissements ponctuels,, l'économie locale a du mal a prendre son élan et la jeunesse locale est confrontée a un chômage endémique.

## Patrimoine

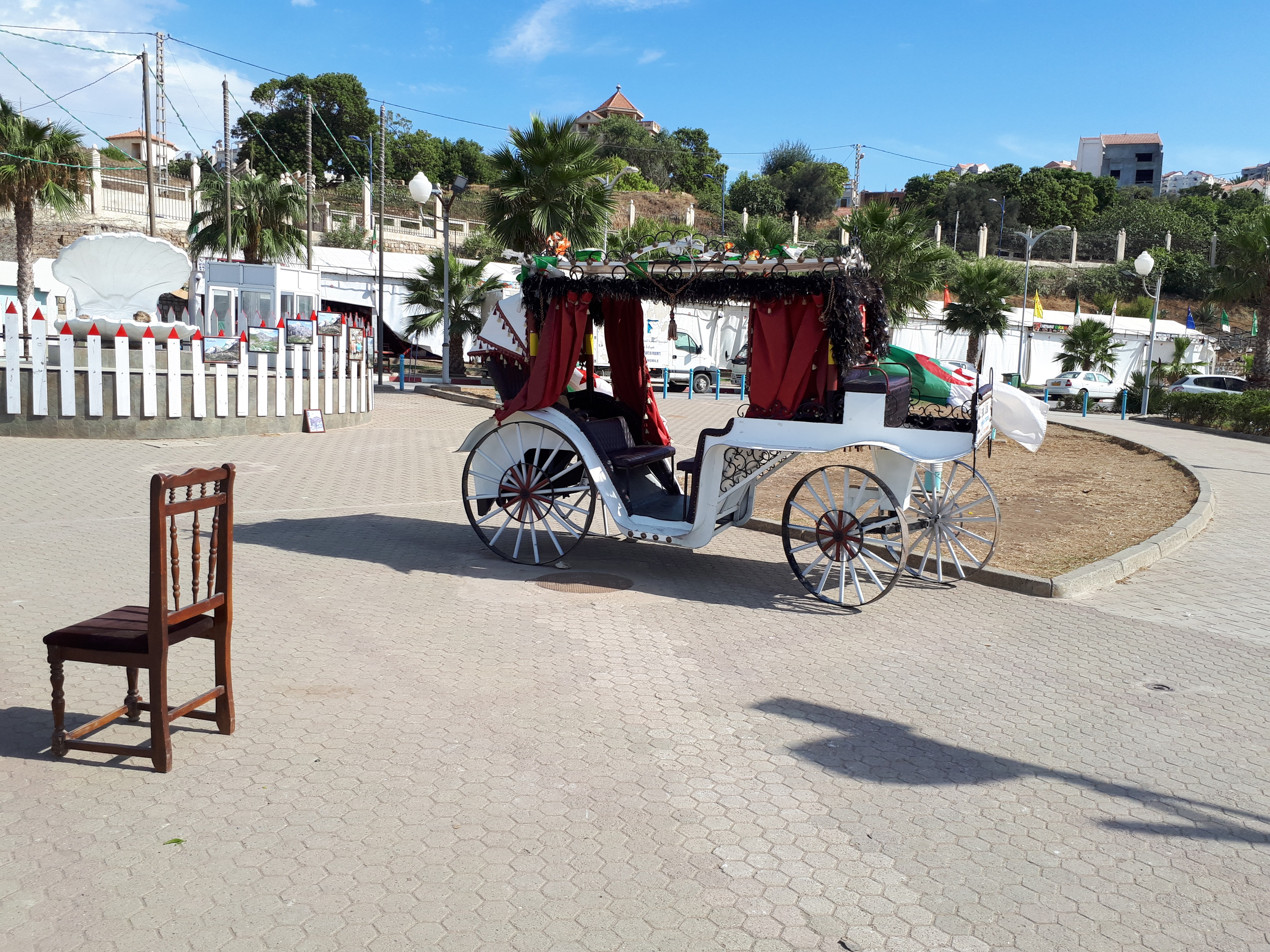
Un calèche dans la station balnéaire.

Tigzirt, avec son centre-ville enchâssé entre mer, plages, promontoire et collines qui l'entourent, est louée en Algérie pour la beauté de ses paysages naturels (îlot de Tigzirt). Elle dispose d'un patrimoine archéologique notoire (vestiges de la cité romaine et la basilique byzantine), cumulant des bâtiments romains encore dressés, des vestiges endommagés, et des champs de ruines de la même époque largement présents sur son territoire.

## Culture populaire
- La corniche d’amour (1955) de Jean Francoux
- Toumia (1958) de Robert Topart

- Celui qui brûle (2017) de Slimane Bounia[15]